# Danh sách di sản văn hóa Tây Ban Nha được quan tâm ở hạt Alta Ribagorça (tỉnh Lérida)
Danh sách di sản văn hóa Tây Ban Nha được quan tâm ở hạt Alta Ribagorça (tỉnh Lérida).

## Các di sản theo thành phố

### P

#### El Pont de Suert(El Pont de Suert)
| Tên                                  | Dạng                 | Địa điểm                       | Tọa độ                                        | Số hồ sơ tham khảo? | Ngày nhận danh hiệu? | Hình ảnh                                                    |
| ------------------------------------ | -------------------- | ------------------------------ | --------------------------------------------- | ------------------- | -------------------- | ----------------------------------------------------------- |
| Lâu đài Castellón Tor                | Di tích Lâu đài      | Pont de Suert Castellón de Tor | 42°26′03″B 0°44′30″Đ / 42,434073°B 0,741752°Đ | RI-51-0006441       | 08-11-1988           | Upload image                                                |
| Lâu đài Viu Llevata                  | Di tích Lâu đài      | Pont de Suert Viu de Llevata   | 42°22′09″B 0°48′55″Đ / 42,369182°B 0,815348°Đ | RI-51-0006442       | 08-11-1988           | Castillo de Viu de Llevata · Upload image                   |
| Nhà thờ San Salvador (Irgo Tor)      | Di tích Nơi hẻo lánh | Pont de Suert Irgo             | 42°26′15″B 0°46′09″Đ / 42,437617°B 0,769134°Đ | RI-51-0007085       | 09-06-1992           | Ermita de San Salvador de Irgo · Upload image               |
| Nhà thờ San Clemente (Iran)          | Di tích Nhà thờ      | Pont de Suert Iran (Llesp)     | 42°27′33″B 0°46′49″Đ / 42,459269°B 0,780281°Đ | RI-51-0007086       | 16-06-1992           | Iglesia de San Clemente de Iran · Upload image              |
| Nhà thờ Madre Dios Nieves (Irgo Tor) | Di tích Nhà thờ      | Pont de Suert Irgo             | 42°26′41″B 0°46′20″Đ / 42,444761°B 0,772325°Đ | RI-51-0007084       | 10-06-1992           | Iglesia de Santa María de las Nieves de Irgo · Upload image |
| Nhà thờ Santa María (Viu Llevata)    | Di tích Nhà thờ      | Pont de Suert Viu de Llevata   | 42°22′10″B 0°48′45″Đ / 42,369462°B 0,812408°Đ | RI-51-0010430       | 27-12-1999           | Iglesia de Santa María de Viu de Llevata · Upload image     |
| Erillcastell                         | Di tích Tường thành  | Pont de Suert Erillcastell     | 42°25′27″B 0°48′06″Đ / 42,424225°B 0,801737°Đ | RI-51-0006440       | 08-11-1988           | Recinto amurallado de Erillcastell · Upload image           |

### V

#### Vall de Boí(La Vall de Boí)
| Tên                                 | Dạng                 | Địa điểm                    | Tọa độ                                        | Số hồ sơ tham khảo? | Ngày nhận danh hiệu? | Hình ảnh                                                            |
| ----------------------------------- | -------------------- | --------------------------- | --------------------------------------------- | ------------------- | -------------------- | ------------------------------------------------------------------- |
| Bohí                                | Khu phức hợp lịch sử | Valle de Bohí Bohí          | 42°31′19″B 0°50′02″Đ / 42,521892°B 0,833917°Đ | RI-53-0000421       | 11-01-1993           | Casco Urbano de Bohí · Upload image                                 |
| Coll (España)                       | Khu phức hợp lịch sử | Valle de Bohí Coll (España) | 42°28′22″B 0°46′15″Đ / 42,47284°B 0,770936°Đ  | RI-53-0000422       | 11-01-1993           | Casco Urbano de Coll · Upload image                                 |
| Durro                               | Khu phức hợp lịch sử | Valle de Bohí Durro         | 42°29′54″B 0°49′18″Đ / 42,498342°B 0,821589°Đ | RI-53-0000420       | 11-01-1993           | Casco Urbano de Durro · Upload image                                |
| Nhà hoang San Quirce Durro          | Di tích Nơi hẻo lánh | Valle de Bohí Durro         | 42°29′43″B 0°48′42″Đ / 42,495224°B 0,811742°Đ | RI-51-0007081       | 13-10-1992           | Ermita de San Quirce de Durro · Upload image                        |
| Nhà thờ Natividad Madre Dios Durro  | Di tích Nhà thờ      | Valle de Bohí Durro         | 42°29′53″B 0°49′15″Đ / 42,498178°B 0,820745°Đ | RI-51-0007216       | 13-10-1992           | Iglesia de la Natividad de la Madre de Dios de Durro · Upload image |
| Nhà thờ San Clemente Tahull         | Di tích Nhà thờ      | Valle de Bohí Tahull        | 42°31′00″B 0°50′59″Đ / 42,516556°B 0,849833°Đ | RI-51-0000692       | 03-06-1931           | Iglesia de San Clemente de Tahull · Upload image                    |
| Nhà thờ San Félix Barruera          | Di tích Nhà thờ      | Valle de Bohí Barruera      | 42°30′15″B 0°48′09″Đ / 42,504061°B 0,802488°Đ | RI-51-0007080       | 13-10-1992           | Iglesia de San Feliu de Barruera · Upload image                     |
| Nhà thờ San Juan Bohí               | Di tích Nhà thờ      | Valle de Bohí Bohí          | 42°31′21″B 0°50′01″Đ / 42,522402°B 0,833605°Đ | RI-51-0001298       | 08-02-1962           | Iglesia de San Juan de Bohí · Upload image                          |
| Nhà hoang San Quirce Taüll          | Di tích Nhà thờ      | Valle de Bohí Tahull        | 42°30′49″B 0°51′10″Đ / 42,513588°B 0,852811°Đ | RI-51-0007083       | 13-10-1992           | Iglesia de San Quirce de Tahull · Upload image                      |
| Nhà thờ Santa Eulalia Erill-la-Vall | Di tích Nhà thờ      | Valle de Bohí Erill la Vall | 42°31′29″B 0°49′32″Đ / 42,524816°B 0,825531°Đ | RI-51-0001299       | 08-02-1962           | Iglesia de Santa Eulalia de Erill la Vall · Upload image            |
| Nhà thờ Santa María Cardet          | Di tích Nhà thờ      | Valle de Bohí Cardet        | 42°29′52″B 0°47′10″Đ / 42,497883°B 0,786051°Đ | RI-51-0007079       | 13-10-1992           | Iglesia de Santa María de Cardet · Upload image                     |
| Nhà thờ Santa María Asunción Coll   | Di tích Nhà thờ      | Valle de Bohí Coll (España) | 42°28′19″B 0°46′22″Đ / 42,472079°B 0,772662°Đ | RI-51-0007082       | 13-10-1992           | Iglesia de Santa María de la Asunción de Coll · Upload image        |
| Nhà thờ Santa María Taüll           | Di tích Nhà thờ      | Valle de Bohí Tahull        | 42°31′13″B 0°50′50″Đ / 42,520235°B 0,847179°Đ | RI-51-0000693       | 03-06-1931           | Iglesia de Santa María de Tahull · Upload image                     |
| Barruera                            | Khu phức hợp lịch sử | Valle de Bohí Barruera      | 42°30′19″B 0°48′04″Đ / 42,50534°B 0,801062°Đ  | RI-53-0000423       | 11-01-1993           | Núcleo Urbano de Barruera · Upload image                            |
| Cardet                              | Khu phức hợp lịch sử | Valle de Bohí Cardet        | 42°33′45″B 0°50′31″Đ / 42,562492°B 0,842011°Đ | RI-53-0000419       | 11-01-1993           | Núcleo Urbano de Cardet · Upload image                              |
| Erill Vall                          | Khu phức hợp lịch sử | Valle de Bohí Erill la Vall | 42°31′30″B 0°49′32″Đ / 42,52501°B 0,825568°Đ  | RI-53-0000424       | 11-01-1993           | Núcleo Urbano de Erill la Vall · Upload image                       |
| Vall Boí                            | Địa điểm lịch sử     | Valle de Bohí               | 42°30′20″B 0°48′04″Đ / 42,505494°B 0,801111°Đ | RI-54-0000082       | 11-01-1993           | Parte del Valle de Bohí y de la Noguera de Tor · Upload image       |
| Tháp Pubill                         | Di tích Tháp         | Valle de Bohí Barruera      | 42°30′21″B 0°48′05″Đ / 42,505739°B 0,801492°Đ | RI-51-0006269       | 08-11-1988           | Upload image                                                        |
| Tháp và Cổng Bohí                   | Di tích Tháp         | Valle de Bohí Bohí          | 42°31′19″B 0°49′59″Đ / 42,522019°B 0,833033°Đ | RI-51-0006268       | 08-11-1988           | Torre y Puerta de Bohí · Upload image                               |

#### Vilaller
| Tên                           | Dạng                | Địa điểm | Tọa độ | Số hồ sơ tham khảo? | Ngày nhận danh hiệu? | Hình ảnh     |
| ----------------------------- | ------------------- | -------- | ------ | ------------------- | -------------------- | ------------ |
| Tàn tích tường thành Vilaller | Di tích Tường thành | Vilaller |        | RI-51-0006545       | 08-11-1988           | Upload image |